# Рододендрон клейкий

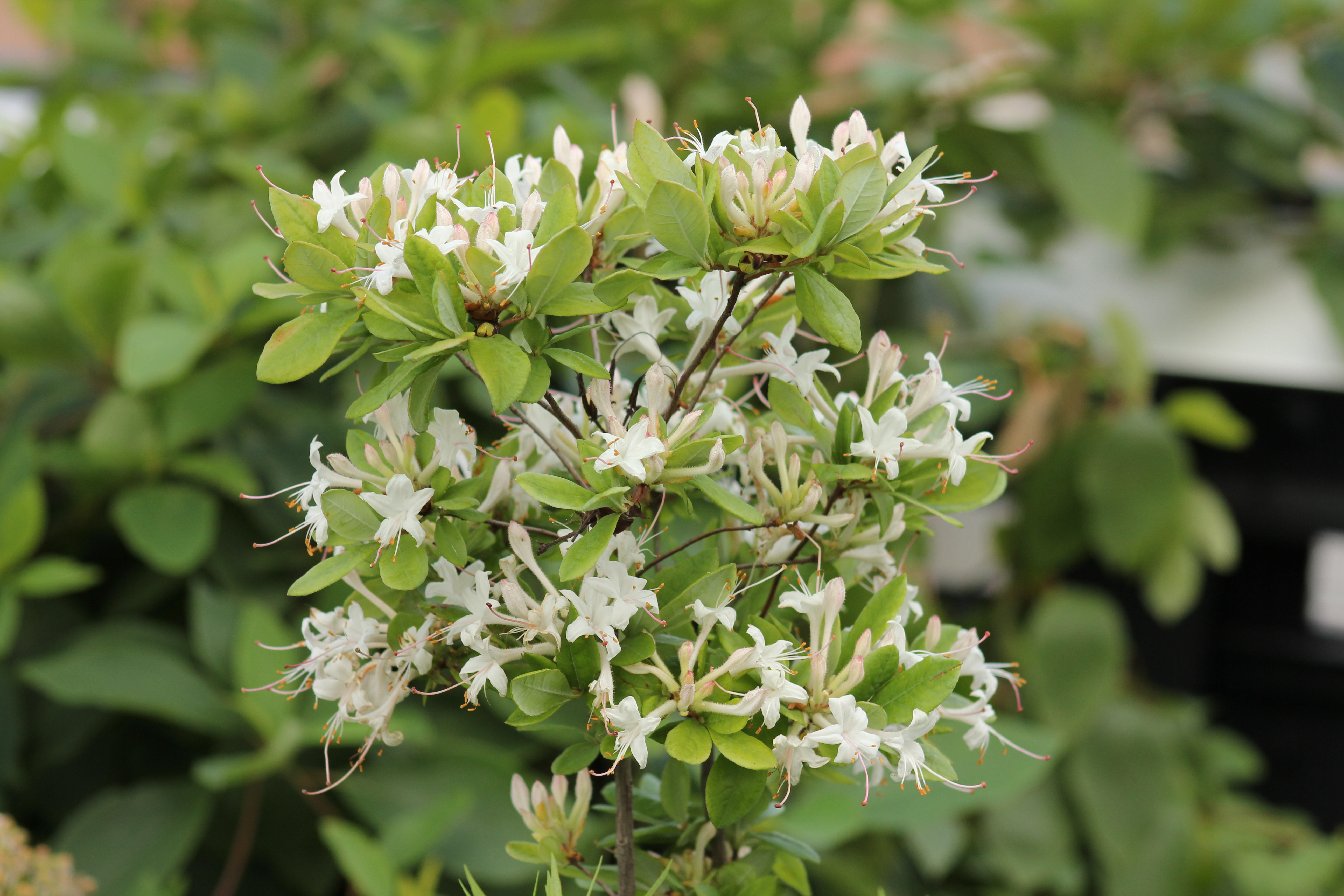
Цветение

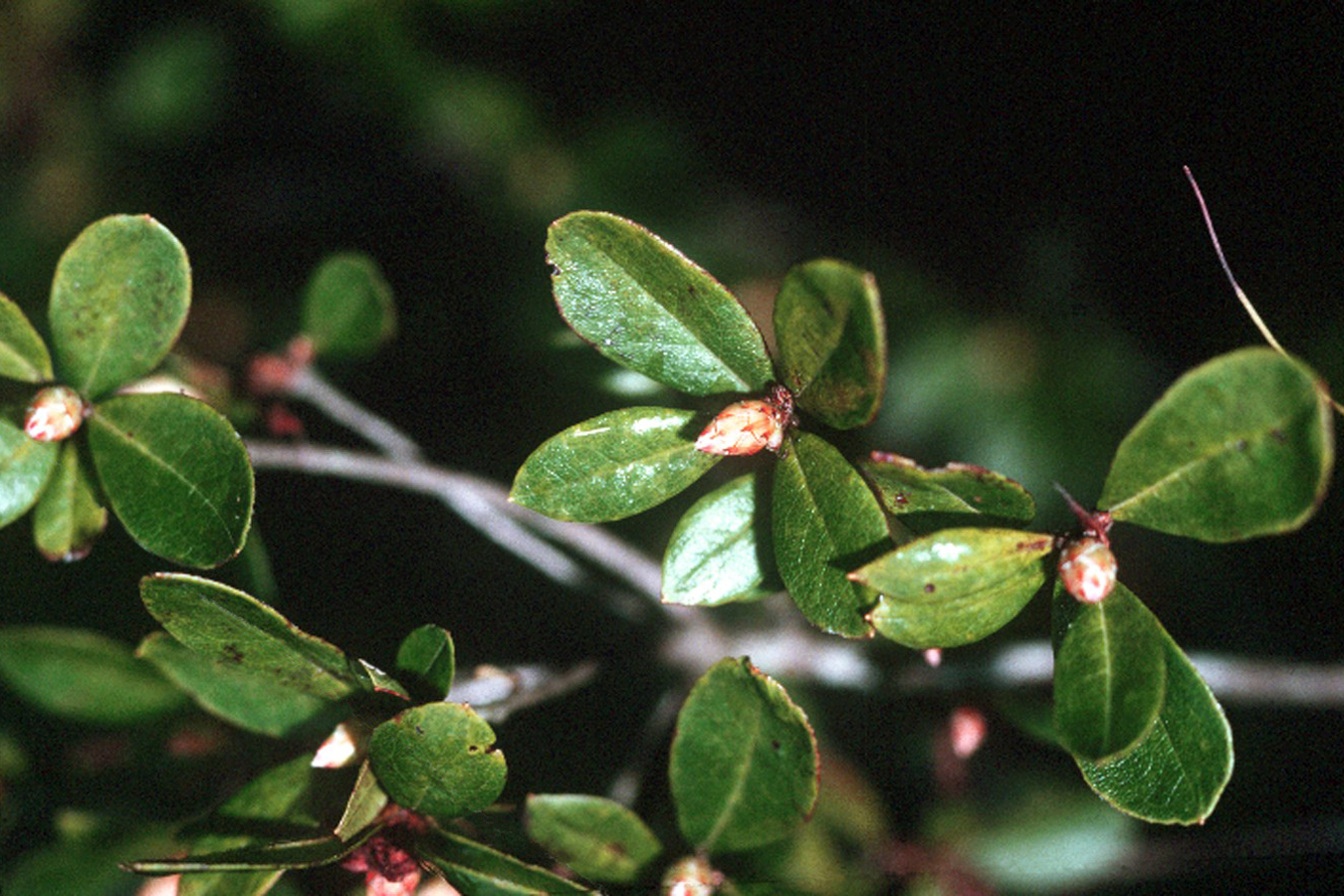
Побеги с бутонами

Рододе́ндрон кле́йкий (лат. Rhododéndron viscósum) — листопадный кустарник, вид подрода Pentanthera секции Pentanthera подсекции Pentanthera рода Рододендрон (Rhododendron) семейства Вересковые (Ericaceae).
Используется в качестве декоративного садового растения и в селекционных программах при создании сортов зимостойких листопадных рододендронов.

## Распространение и экология
Восточная часть Северной Америки (Мэн, Южная Каролина, Пенсильвания, Флорида, Техас, Массачусетс). Растёт на болотах, на прибрежных равнинах и заболоченных участках в горах.

## Ботаническое описание
Листопадный кустарник высотой 1,5—3 м. Крона густая, широкая. Годичный прирост 7—8 см.
Ветви неравномерно-мутовчатые. Молодые побеги, особенно близ верхушки, густо покрыты мелкими щетинками. Зимние почки яйцевидные, коричневые, с 8—12 яйцевидными опушёнными чешуйками.
Листья яйцевидные, яйцевидно-эллиптические или продолговато-ланцетовидные, длиной 2—6 см, шириной 0,7—2,0 см, острые или туповатые, к основанию клиновидно-суженные, по краю реснитчатые, сверху тёмно-зелёные, обычно голые, снизу светло-зелёные, по средней жилке покрыты мелкими щетинками. Черешки длиной 1—3 мм, грубоволосистые.
Цветки группами по четыре, распускаются после полного развития листьев. Венчик белый или розоватый, около 3 см в диаметре, воронковидный, снаружи мелкожелезистый, с цилиндрической, слабо расширенной кверху трубкой длиной 1,5—2,5 см, примерно в полтора раза более длинной, чем продолговато-яйцевидные, заострённые доли отгиба. Цветоножки длиной 0,5—1,0 см, опушённые и железисто-щетинистые. Чашечка очень маленькая, доли железисто-реснитчатые. Тычинок пять, они намного длиннее венчика, нити их опушены на 2⁄3 длины. Завязь щетинистая и нередко железистая. Столбик длиннее тычинок, от основания до середины покрыт мелкими щетинистыми волосками, близ рыльца иногда пурпурный. Аромат приятный, сильный.
Цветёт в июне — августе.
Плоды — коробочки, созревают в октябре.

## В культуре
Рододендрон клейкий в культуре с 1734 года. Широко используется в селекции.
Выдерживает понижения температуры до -29 °С
В климатических условиях Москвы относительно зимостоек. В ГБС с 1960 года (1 образец). В 15 лет высота 60 см, диаметр кроны 70 см. Ежегодный прирост до 10 см. Цветет с 3 лет, примерно с 3 июня до 22 июня, около 3 недель. Плоды не завязывает.
В Санкт-Петербурге зимостоек, цветёт в июле, плоды не вызревают. Старые экземпляры на Карельском перешейке старше 20 лет и имеют диаметр более двух метров. Высота растений 60—70 см, форма кроны подушкообразная. В условиях умеренно-континентального климата и Нижегородской области относительно зимостоек. В суровые зимы подмерзают концы побегов и цветочные почки, может подмерзать и многолетняя древесина. Семена вызревают.
В Латвии полностью зимостоек, ежегодно цветёт и плодоносит. Цветение в конце июня — первой половине июля.
Живёт более 50 лет. Светолюбив. Предпочитает слабокислые или нейтральные, рыхлые, влажные почвы. В культуре может расти на влажных песчаных почвах.